# 상업등기 처리규칙
상업등기 처리규칙(商業登記處理規則)은 상법의 규정에 의하여 법정사항을 공시할 목적으로 상업등기부(商業登記簿)에 등기하는 상업등기제도에 관한 구체적인 사항을 규정하는 대법원규칙(大法院規則)이다. 그 밖에 상업등기에 관한 구체적 절차를 규정하는 법규로서는 비송사건절차법(非訟事件節次法)이 있다. 상업등기처리규칙은 제1장 총칙(總則)에서 기초적 사항을 규정하고, 제2장 등기에 관한 절차에서 각종 등기절차를 상세히 규정하고 있으며, 제3장은 잡칙을 규정하고 그 밖에 부칙으로 되어 있다.

## 상업등기의 관할등기소
상업등기사무의 취급기관으로는 등기신청자의 소재지를 관할하는 지방법원 또는 지원등기소가 관할등기소(管轄登記所)가 된다(부등 7조, 비송 189조). 대법원장은 수개의 등기소의 관할에 속하는 상업등기사무에 대하여는 그 중 하나의 등기소에 그 사무를 정지하지 아니할 수 없는 사고가 발생한 때에는 대법원장은 기간을 정하여 그 정지를 명할 수 있다(부등 10조, 비송 213조). 등기소는 등기의 신청이 상법 또는 비송사건절차법의 규정에 적합하지 않다고 인정한 때에는 이유를 붙인 결정으로 이를 각하(却下)하지 않으면 아니 된다(비송 204조). 이 경우에 등기소는 신청의 적법여부에 관하여 어느 정도까지 심사할 권한과 의무를 가지는가에 대하여 학설의 대립이 있다. 등기소는 형식적 심사권만을 갖는다는 견해에 의하면 등기소는 신청자의 적법성, 신청서류의 형식구비, 신청사항이 법정 등기 사항인가의 여부, 등기소의 관할인가의 여부 등 형식적 적법성의 문제를 심사하면 족하고, 등기사항의 내용적 적법상을 심사할 직무권한이 없다고 한다. 이에 대해 실질적 심사권을 등기소가 갖는다는 입장은 등기소는 신청의 형식적 적법성뿐만 아니라 신청사항의 실체적 진실성까지도 실사할 직무권한이 있다고 한다. 원래 상업등기제도는 진실한 객관적 사실의 공시를 목적으로 하는 것이므로 실질적 심사주의의 입장이 정당하다고 하겠으나 등기관리는 재판관이 아니고 기록관(記錄官)인 까닭에 심사능력에는 자연한도가 있게 된다. 즉 신청사항의 실질적 진실성에 대하여 현저한 의문이 있는데도 불구하고 실질적 심사를 하지 않는 것은 등기관리로서의 직무위반이 되지만 의문이 없는 경우에는 이러한 심사의무는 없고 심사를 이유로 등기절차를 지연시키는 것이 오히려 직권남용이 된다고 보아야 할 것이다. 현재 법원의 태도는 형식적 심사주의에 기울어지고 있다.

## 등기공무원
등기공무원(登記公務員)은 등기소에서 상업등기사무를 처리하는 공무원으로서, 지방법원, 동 지원과 등기소에서 근무하는 법원서기관·사무관·주사(보) 중에서 지방법원장이 지정한 자가 된다(부등 12조). 직무의 성질이 엄정하기를 요하는 만큼 일정한 신분관계가 있는 등기신청 사건에는 참여인을 두어야 한다는 특수한 절차를 거쳐야만 한다(부등 13조). 등기공무원이 고의(故意) 또는 과실(過失)로 부당한 처분을 하여 신청인 기타 사인에게 손해를 가한 경우에 등기공무원에 관한 특별손해배상책임규정은 없고 국가배상법(國家賠償法)의 규정에 의한 책임이 생길 뿐이다(국상 2조항).

## 상업등기부
상업등기부(商業登記簿)는 상업등기사항을 기재하기 위하여 등기소에 마련된 장부로서 등기의 종류에 따라 상호등기부·미성년자 등기부·합자회사 등기부·주식회사 등기부·유한회사 등기부·외국회사 등기부 등 9종이 있다(비송 190조).
상업등기부는 각 등기소에 비치되며 법정의 상업등기사항이 이것에 기재된다. 등기부는 영구히 보존하여야 한다(부등 20조 1항, 비송 213조). 또 등기부는 그 보관을 엄중히 하여야 하기 때문에 등기부와 그 부속서류는 사변을 피하기 위한 경우를 제외하고는 등기소 밖으로 옮기지 못한다. 그러나 신청서 기타 부속서류는 법원의 명령 또는 촉탁(囑託)이 있으면 등기소 밖으로 옮길 수도 있다(부등 20조, 비송 213조). 만일 상업등기부의 전부 또는 일부가 멸실한 경우에는 대법원장은 일정한 기간을 정하여 등기의 회복에 필요한 처분을 명할 수 있다(비송 210조). 또 등기부와 그 부속서류가 멸실될 우려가 있는 때에는 대법원장은 필요한 처분을 명할 수 있다(부등 25조, 비송 213조). 등기부를 전부 신 등기부에 이기(移記)한 때에는 구 등기부는 이를 폐쇄한다. 그리고 폐쇄한 등기부는 폐쇄한 일로부터 영구히 이를 보존해야 한다(부등 26조, 상등규 25조). 등기부를 열람하고자 하는 일반인은 등기소의 허가를 얻어 수수료를 납부하고 열람할 수 있고, 그 등본이나 초본을 교부받을 수 있다. 등기사의 이해관계를 소명(疏明)하여 그 열람을 신청하는 자에게는 등기소는 관계부분에 한하여 등기부와 그 부속서류의 열람을 허가하여야 한다. 또 우송료를 첨부하여 등기부의 등본 또는 초본을 청구한 때에는 등기소는 이를 송부해야 한다(부등 21조). 위에서 본 반과 같이 등기부 또는 부속서류의 열람과 등본이나 초본의 교부를 청구하는 자는 신청서를 제출하여야 한다(상등규 16조).

## 상업등기의 신청
상업등기는 법령에 다른 규정이 있는 경우를 제외하고는 당사자의 신청에 의하여야 하는데 이것이 상업등기의 당사자신청주의이다(비송 197조). 상업등기는 신청에 의하는 것이 원칙이고 재판으로 인한 회사의 해산등기(상 176조, 비송 238조 3항), 회사설립 무효등기(상 192조, 비송 160조) 등과 같은 직권등기는 예외이다. 등기의 신청은 신청인 또는 그 대리인이 등기소에 출석하여 이를 하여야 한다(상등규 26조). 대리인에 의해 등기신청을 하는 경우에는 신청서에 대리권한을 증명하는 서면을 첨부하여야 한다(상등규 29조). 등기의 신청에 있어 당사자 출석주의를 취한 것은 등기를 신청할 수 있는 권한이 있는 자가 직접 출석하여 등기의 신청을 하게 함으로써 진실한 등기를 확보한다는 의미가 있다. 등기의 신청은 일정사항을 기재하고 신청인 또는 그 대리인이 서명날인한 서면으로 하여야 한다.
신청서에 기재할 사항은 다음과 같다.
① 신청인의 성명과 주소, 회사가 신청인일 때에는 그 상호와 본점 또는 지점의 표시,
② 대리인에 의하여 신청할 때에는 그 성명과 주소,
③ 등기의 목적과 사유,
④ 연월일,
⑤ 등기소의 표시,
⑥ 등록세액.
등기의 신청서에 날인할 자는 미리 그 인감을 등기소에 제출하여야 하며 개인(改印)의 경우도 같다. 인감제출의 제도는 상업등기와 등기신청인의 동일성을 담보하여 진실한 법률관계를 정확히 나타내기 위한 것이다(비송 200조). 법령의 규정에 의하여 연서(連署)로써 신청을 하여야 할 경우, 정당한 사유로 인하여 연서할 수 없는 자가 있는 경우에는 기타의 자는 그 사유를 설명하고 연서하여 신청할 수 있다(비송 201조). 또 관청의 허가가 필요한 사항의 등기를 신청함에는 신청서에 관청의 허가서 또는 그 인증(認證)이 있는 등본을 첨부해야 한다(비송 202조). 만일 등기의 신청이 상법 기타 법규의 규정에 적합하지 아니할 때에는 등기소는 이유를 붙인 결정으로서 각하해야 한다(비송 204조).

## 상업등기의 종류

### 상호의 등기
회사는 설립등기를 할 때에 반드시 상호(商號)를 등기해야 하지만(상 179조, 180조, 271조, 289조, 317조), 개인상인은 상호의 등기여부에 대하여는 자유이다. 상호를 등기하면 등기 전의 상호권에 비하여 더 강력한 보호를 받는다. 즉 상호의 사용자는 그 등기의 유무를 불문하고 타인이 부정한 목적으로 동일 또는 유사상호를 사용하여 자기의 영업활동을 방해하는 경우에 그 사용의 폐지 또는 손해배상의 청구를 할 수 있는 권리(商號專用權)를 갖는 것이나 상호가 등기되어 있을 때는 동일한 특별시·시·읍·면에서 동종 영업으로 사용하는 자는 부정한 목적으로 사용하는 것으로 추정되어(23조 4항) 더욱 보호를 받는 것이다. 또한 등기한 상호의 양도는 제3자에 대해 대항할 수 있는 요건을 갖춘 것이 된다(25조 2항). 상호등기의 구체적 절차는 다음과 같다. 상호의 등기는 동일한 시·군 내에서는 동일한 영업을 위하여 타인이 등기한 것과 확연히 구별할 수 있는 것이 아니면 할 수 없다(비송 214조). 회사의 상호는 상호등기부에 등기하지 못하는데(상등규 50조) 회사의 상호는 각 회사의 등기부가 마련되어 있으므로 이들 등기부에 등기하도록 되어 있다.

### 회사의 설립등기
회사는 본점 소재지에서 설립등기(設立登記)를 함으로써 성립한다(172조). 즉 회사의 실체형성은 정관(定款)의 작성, 사원의 확정, 출자(出資)의 확정 및 기관(機關)의 설치를 거쳐 설립등기를 함으로써 법인격(法人格)이 부여되는 것이다. 합명회사 설립등기는 총사원의 신청에 의하여 한다(180조). 등기사항은 회사와 거래하는 제3자에 대하여 이해관계가 깊은 것을 공시하는 것이므로 정관의 절대적 기재사항 이외의 사항을 포함한다(예；재산출자의 이행부분, 대표사원, 공동사원 등). 합명회사의 설립등기 신청서에 첨부할 서류, 지점 설치의 등기, 본점이전의 등기, 등기사항의 변경에 관한 등기에 대하여는 상법 181조-183조, 비송사건절차법 235조 이하에 상세한 규정이 있다. 합자회사의 설립등기는 무한책임사원 전원이 신청한다는 점만이 합명회사와 다를 뿐 그 밖의 절차는 합명회사와 같다. 주식회사의 경우는 인적 회사(人的會社)와 달라서 공중에 미치는 영향이 크므로 일정한 기간 내에 등기할 것을 요구한다. 즉 발기설립(發起設立)의 경우는 검사인(檢査人)의 조사절차 또는 법원의 변경처분의 종료일(299조, 300조) 및 창립총회에 의한 변경절차 종료일로부터(308조, 314조) 2주간 내임을 요한다(317조 1항). 등기신청은 이사의 공동신청으로 주식회사 설립등기 신청서를 본점소재지 관할 등기소에 제출하여 등기소에 비치된 주식회사 등기부에 기재하기를 청구하며, 이 신청서에는 일정한 서류를 첨부한다(예；정관, 주식인수증, 주식청약서, 이사, 감사 및 감사인의 보고서, 창립총회의 의사록, 납입을 맡은 금융기관의 납입금보관증명서 등). 기타 상세한 절차는 비송사건절차법의 규정에 따른다(비송 249조 이하). 설립등기의 부실보고서에 대하여는 벌칙(626조)이, 등기기간의 기산점에 관하여는 특칙(177조)이 있다. 주식회사의 설립등기사항은 정관의 사항 이외에도 일반공중에 대하여 이해관계가 깊은 사항은 이를 일반에게 공시할 필요가 있으므로 이를 등기사항으로 하였다(317조 2항). 등기사항의 변경, 지점설치 등에 관하여는 합명회사에 관한 규정이 적용된다(317조 3항, 181∼183조). 유한회사의 설립등기의 신청은 이사와 감사의 공동신청에 의한다(비송 263조 1항). 그리고 유한회사의 설립등기는 출자의 납입과 현물출자의 지급이 있은 날로부터 2주간 안에 소정사항을 기재하고 일정한 서류를 첨부하여야 한다. 지점설치의 등기, 본점·지점의 이전등기에 관하여는 합명회사의 경우와 같다(549조). 상사회사(商事會社)의 설립등기를 하려면 불입한 주식금액이나 출자금액 또는 현금 이외의 출자가액의 1,000분의 4를 법인등기에 따른 등록세로서 현금으로 납부하여야 한다(지세 137조 1항 1호).

### 신주발행등기
신주(新株)의 발행이라 함은 회사의 자금을 조달하기 위하여 새로운 주주를 모집하는 것을 말하는 바, 전환주식 또는 전환사채의 전환, 준비금의 자본전입, 흡수합병 등의 특수한 경우에도 신주가 발행되기는 하나, 신주발행등기(新株發行登記)의 문제로 설명되는 것은 전자, 즉 자금조달을 위한 신주발행의 경우이다.
신주를 발행하면 ① 원칙적으로 이사회의 결정을 거쳐, ② 주식의 인수, ③ 출자의무의 이행이 있어야 하고, ④ 변경등기를 해야 한다.
즉 신주가 발행되면 발행주식의 총수와 종류 등에 변경이 생기므로 소정기간 안에 변경등기를 해야 한다(317조 3항, 183조). 신주발행으로 이한 변경등기를 한 날로부터 1년을 경과한 뒤에는 신주인수인(新株引受人)은 주식청약서의 흠결(欠缺)을 이유로 하여 그 인수의 무효를 주장하거나 사기(詐欺)·강박(强迫)·착오(錯誤)를 이유로 하여 그 인수를 취소할 수 없다(427조), 또 변경등기가 있으면 일반대중은 이를 신뢰하여 거래를 하게 되므로 상법상의 외관주의(外觀主義) 내지 자본충실원칙에 따라 이사에게 인수담보책임(引受擔保責任)을 지우고 있다(428조).

### 사채의 등기
사채(社債)라 함은 공중에 대한 기채(起債)로 생긴 주식회사의 채무로서 균일한 금액으로 분할된 채권이 발행되는 것을 말한다. 합명회사·합자회사도 사채를 발행하지 못하는 것은 아니나 그 예가 드물고 유한회사는 사채발행이 금지되고 있다. 따라서 사채는 보통 주식회사의 그것을 가리킨다. 전환·신주인수권부사채를 공모한 때에는 납입완료일로부터 본점소재지에서는 2주간 내, 지점소재지에서는 3주간 내에 사채의 등기를 해야 하는데 사채의 등기는 이사의 공동신청에 의한다(514조 21항, 비송 254조 1항).

### 회사합병등기(會社合倂登記)
회사가 합병을 한 때에는 본점·지점에서 각 소정기간 내에 합병 후 존속회사는 변경등기, 합병으로 인하여 소멸하는 회사의 해산등기(解散登記), 합병으로 인하여 설립되는 회사의 설립등기를 하여야 한다(233조, 269조, 528조, 602조).

## 같이 보기
- 등기